# Luigi Rizzi (alpinista)
Luigi Rizzi (Campitello di Fassa, 18 luglio 1869 – Campitello di Fassa, 24 gennaio 1949) è stato un alpinista italiano.

## Biografia
Rizzi nacque a Campitello di Fassa il 18 luglio 1869 da una famiglia di contadini. Fin dalla giovane età era attratto dall'alpinismo e dalle guide alpine. Alla fine dell'Ottocento, superati gli esami, anche Rizzi venne nominato guida alpina. 
Si sposò giovane, ebbe molte figlie. 
Fu per molti anni la guida alpina preferita del Re del Belgio quando si recava in val di Fassa.
Luigi Rizzi morì a Campitello di Fassa il 24 gennaio 1949, all'età di 79 anni.

## Le imprese di maggior prestigio
1896, in agosto lui e l'amico guida alpina ampezzana Antonio Dimai, in cordata con due clienti inglesi, vinsero la Pala di San Martino dalla Forcella in seguito chiamata Dimai lungo la parete sud. La cordata arrivò sul gruppo del Catinaccio alcuni giorni dopo. Era il 28 agosto quando la cordata vinse anche la parete est della cima del Catinaccio, che incombe altissima sui prati di Gardeccia. 
1897, la già sperimentata cordata delle guide Dimai e Rizzi, assieme ai due clienti inglesi aprì una nuova via lungo la parete est della Cima di Pradidali, nel gruppo delle Pale di San Martino. 
Il 3 settembre Luigi, con il fratello Simone (anche lui guida alpina) e un cliente, tracciò un lungo itinerario sulla parete ovest della Croda di re Laurino, nel Gruppo del Catinaccio. In quanto a difficoltà, quella via di roccia - chiamata via Eisenstecken - è tuttora ritenuta al pari dell'ascensione lungo la parete sud della Marmolada.